# Syndocosia cremea
Syndocosia cremea är en tvåvingeart som beskrevs av Speiser 1923. Syndocosia cremea ingår i släktet Syndocosia och familjen svampmyggor.
Artens utbredningsområde är Tanzania. Inga underarter finns listade i Catalogue of Life.